# 民治街道

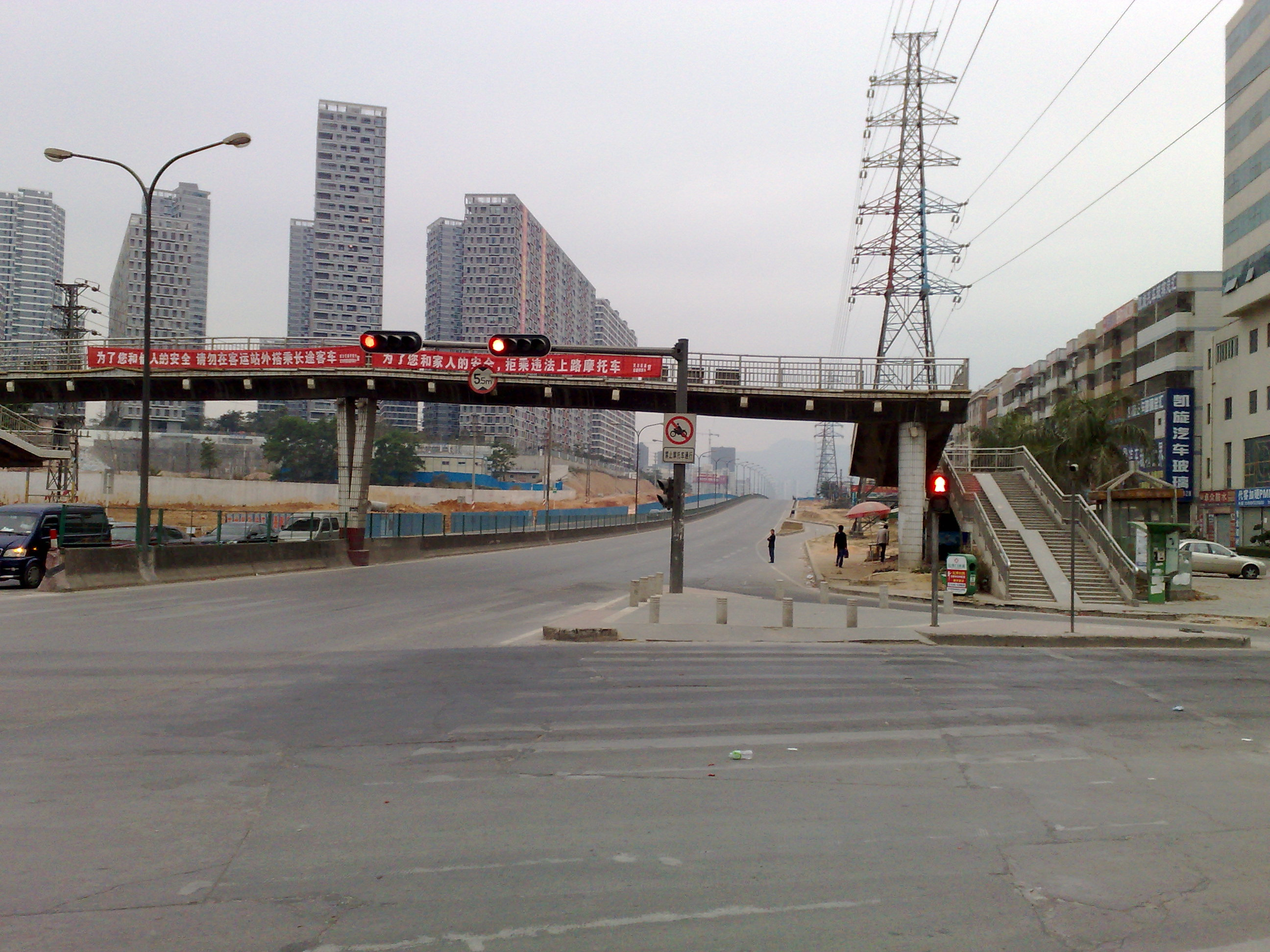
位於民治街道的布龍公路。

民治街道是中國廣東省深圳市龙华区下辖的一个街道，北與龍華街道相鄰，西與南山區相鄰，東與龍崗區坂田街道相鄰，南與福田區相鄰，有梅觀高速公路經過。
民治街道成立時間並不久，是於2006年4月29日正式掛牌。梅林檢查站和深圳北站都位於該辖区。

## 地理
民治街道總人口56.5萬，其中戶籍人口2.7萬，下轄民治、民新、民樂、新牛、上芬、龍塘、民強、北站、大岭等9個社區工作站。2017年，原民乐社区工作站分设为民乐社区工作站和民泰社区工作站，原民新社区工作站分设为白石龙社区工作站和民新社区工作站。
民治街道相對龍華區其他街道，最為接近福田區、羅湖區等商業中心。不少在原深圳經濟特區內工作的人，選擇居於民治，使民治發展成一個以住宅為主的區域，人口规模也不断增长，2019年已超过90万。

## 行政区划
民治街道下辖以下地区：
沙吓社区、沙元埔社区、恒穗社区、华城社区、华民社区、樟坑社区、白石龙社区、横岭社区、民泰社区、民富社区、民安社区、民丰社区、东头社区、上龙社区、银华社区、新塘社区、大岭社区、锦绣社区、丰润社区、牛栏前社区和北站社区。

## 經濟
民治街道本身是工業區，辖区有各类企业约1万家，其中第三产业企业8000多家。有大型商场13家，有银行、证券等金融机构24家。2013年1-11月，社会消费品零售总额32.87亿元，同比增长12.9%。固定资产投资70.03亿元，同比增长10.5%。出口总额26.06亿美元，同比增长17.4%。地税收入27.26亿元，同比增长24.15%。规模以上工业总产值92.40亿元，同比下降11.0%。然而由於民治緊鄰深圳經濟特區，自2000年代以来，開始湧現大量住宅區。而民治街道之住宅，表表者有锦绣江南、世纪春城、金地梅陇镇、风和日丽、日出印象、圣莫丽斯等大型楼盘。2005年民治街道房地产销售额，經已达到32.5亿元人民幣。

## 交通

### 道路
- 梅观大道
- 南坪快速路
- 布龙路
- 梅龙路
- 福龙路
- 民治大道
- 新区大道（新彩通道）

### 地铁
- 4號綫
- 5號綫
- 6号线

### 鐵路
- 平南铁路
- 广深港高速铁路
- 厦深铁路
- 京港高速铁路（建设中）
- 深茂鐵路（深江段規劃中）

## 外部連結
- 民治街道政務網